# Luis Cortés (director)
Luis Cortés (n. Pamplona (Navarra); 1951), director de cine, realizador de televisión y periodista español.

## Biografía
Luis Cortés estudió Periodismo en la Universidad Complutense de Madrid, Dirección de cine en la Escuela de Cinematografía de Madrid (estudios tutelados por Pilar Miró, Carlos Saura y Juan Antonio Porto) y Realización de televisión y publicidad en Televisión Española. Se interesó por el mundo del cine muy pronto, ayudando en las labores de proyección siendo todavía niño, para más tarde hacerse cargo del cine de Ochagavía, que fundó su abuelo. Mientras estudiaba perito empresarial y trabajaba en un banco, alternó sus ocupaciones profesionales con la crítica cinematográfica y la actividad de los cine clubes de Pamplona. Su vocación estaba lejos de las oficinas. Se lanzó a la realización con cortometrajes como Un tal Luis Costa (1971), realizado en Súper 8 mm. y con escasos medios, por el que obtuvo el primer premio en el Festival Internacional de Lugo y Clown (1975), rodado ya en 16 mm. y con el que ganó el primer premio en el Festival Internacional de Cine de Saratoga.
En 1977 emprendió su proyecto cinematográfico más importante y personal, para lo cual fundó su propia compañía de producción en Navarra, Iruna P.C. Se trata del largometraje dramático Marian (1977), cuyo guion escribió junto a Juan Antonio Porto. La película, su obra más lograda según la crítica, contó para el reparto con actores como Héctor Alterio, Javier Escrivá o María Asquerino. Más tarde rodó otro largometraje, Ni se lo llevó el viento ni puñetera falta que hacía (1980), película de comedia en la que aparece la actriz Laura Briñol, a quien conoció en el casting y que es hoy su mujer. La tele chiflada (1981) fue el último largometraje que dirigió antes de dejar el cine y dedicarse a la televisión y la publicidad.
Su trabajo en este medio incluye la realización de distintas series para  diversas productoras (Globo Media con Emilio Aragón, ETB, TVE con Jesús Hermida, K-2000, etc.), la elaboración de video-clips para cantantes como Miguel Bosé, Luz Casal, Rocío Jurado, Francisco o Miki Molina, además de una larga lista de anuncios publicitarios para grandes empresas nacionales, reportajes, series educativas y documentales. Fue fundador y director de Pamplona Televisión (1993), primer canal de televisión local en la capital navarra. Para otras productoras y cadenas, ha dirigido y realizado programas como La botica de la abuela (2001), con Txumari Alfaro, Pamplona y los sanfermines (con guion de Cortés y el escritor Andrés Briñol) o Rico y sano (2007), con el chef vasco Pedro Suquía y la nutricionista Arantxa Ezcurdia.
Como periodista, es autor de críticas de cine, reportajes y entrevistas, fruto de su colaboración durante años en Diario de Navarra y Navarra Hoy (desde su fundación), así como otros medios nacionales. Recibió el primer Premio de Periodismo del Concurso Internacional San Fermín 1978 del Ayuntamiento de Pamplona. También ha trabajado en Radio Nacional de España, con Matías Prats y Jorge Grau.
Actualmente, el director navarro prepara su vuelta al cine con una película cuyo guion, escrito por Cortés, se basa en la novela Tánger Bar del escritor Miguel Sánchez-Ostiz.

## Filmografía
- Un tal Luis Costa, 1971 (Dirección)
- Clown, 1976 (Dirección y Guion)
- Marian, 1977 (Dirección y Guion)
- Ni se lo llevó el viento ni puñetera falta que hacía, 1980 (Dirección y Guion)
- Te quiero, te quiero, te quiero, 1981 (Dirección y Guion)
- La tele chiflada, 1981 (Dirección y guion)
- Osasuna, el club y sus raíces, 1983 (Dirección)

## Series y programas de televisión
- Pervivencia del euskera en Navarra
- Cuentos y leyendas de Navarra
- Pintores de Navarra
- Andelos, la ciudad romana
- Pamplona y los sanfermines
- Deporte Rural (con Sáenz de Buroaga)
- Verde que te quiero verde
- Hogar dulce hogar
- Comarcas
- Flamingo Berria
- Cinco y Acción
- Zipping con el Zapping
- La botica de la abuela
- Rico y sano
- Imagina y recicla

## Premios y menciones
- Primer premio en el Festival Internacional de Lugo en 1972 por Un tal Luis Costa.
- Primer premio en el Festival Internacional de Cine de Saratoga en 1975 por Clown.
- Premio a la Mejor Película Nuevos Autores del Ministerio de Cultura en 1977 por Marian.
- Película seleccionada en el Festival Internacional de Cine de San Sebastián por Marian.
- Premio Especial Calidad de la Dirección General de Cinematografía en 1978 por Marian.
- Menciones especiales en los festivales de Karlovy-Vary, Jerusalén, Praga, Montpellier y Muestra de Nuevos autores de Nueva York por Marian.